# 太田裕哉
太田 裕哉（おおた ゆうや、1988年8月16日 - ）は、宮城県多賀城市出身の元プロ野球選手（投手）。

## 経歴

### プロ入り前
多賀城市立第二中学校から一関学院高等学校に進学。1年時から公式戦に登板。2年時の夏からエースとなり、秋の東北大会でベスト4に進出し、翌年の第78回選抜高等学校野球大会の出場校に希望枠で選出された。大会は1回戦の岐阜城北高戦で、尾藤竜一との投げ合いの末1-2でサヨナラ負け。夏は、岩手県予選準決勝で敗退。
高校卒業後は日産自動車に入社。同社野球部在籍2年目の2008年、第79回都市対抗野球大会で初登板、3年目の2009年に野球部の活動休止が決まり、翌2010年から同僚の久古健太郎と共に日本製紙石巻に移籍。日本製紙石巻では主に中継ぎとしてチームを支えてきたが、2011年3月11日に発生した東日本大震災の影響で石巻工場が被災。野球部も活動を休止し、工場の泥のかき出し作業などに追われ、また自身も親族を失った中で、ランニングや筋肉トレーニングを続けていた。
2011年10月27日に行われたプロ野球ドラフト会議で、日本製紙石巻の同僚・比屋根渉と共に、東京ヤクルトスワローズからの指名を受けて入団（比屋根は3巡目・太田は4巡目で指名）。前年に入団していた久古とは、日産自動車・日本製紙石巻時代に続いてチームメイトになった。東京ヤクルトからの指名挨拶を受けた際、挨拶に赴いた八重樫幸雄スカウト（宮城県出身の元捕手）から小学校6年生の時に野球教室で指導を受けていたことを明かす。

### プロ入り後
即戦力の左腕投手として期待されたが、入団後の実戦登板で制球難を露呈したことなどから、1年目の一軍登板機会なし。入団2年目の2013年には、スリークォーターからサイドスローへの転向で制球力の向上を図ったものの、イースタン・リーグ公式戦30試合の登板で防御率5.81、与四球率10.59。入団以来一軍公式戦での登板機会がないまま、
10月1日に球団から戦力外を通告された。なお、2014年からは打撃投手として球団に残る。

## 選手としての特徴・人物
左のスリークォーターから最速144km/hのストレートに、2種類のスライダー・カーブ・スクリューなどキレの良い変化球を駆使する。しかし、制球が安定しなかったことから、2013年には投球フォームをサイドスローに改めていた。

## 詳細情報

### 年度別投手成績
- 一軍公式戦出場なし

### 背番号
- 13（2012年 - 2013年）
- 115（2014年 - ）